# Орлов, Александр Александрович (хоккеист)
Александр Александрович Орлов (28 августа 1954, Ижевск — 5 ноября 2021) — советский и российский хоккеист, нападающий, мастер спорта СССР. Бо́льшую часть своей игровой карьеры выступал за хоккейные клубы «Ижсталь» (Ижевск) и «Спартак» (Москва). Четырёхкратный серебряный призёр чемпионата СССР (в составе московского «Спартака»).

## Биография
Александр Орлов и его брат-близнец Игорь Орлов родились 28 августа 1954 года в Ижевске (в некоторых источниках указана другая дата рождения — 28 сентября 1954 года). Братья с пяти лет катались на коньках, начинали играть в хоккей на ижевском стадионе «Буревестник», в возрасте 12 лет в составе детской команды «Италмас» принимали участие в финале всесоюзного турнира «Золотая шайба» в Москве.
В 1971 году Александр Орлов начал играть в основном составе команды «Ижсталь» (Ижевск), которая в то время выступала во второй лиге чемпионата СССР по хоккею. В 1974—1975 годах был перерыв, связанный со службой в Советской армии. В сезоне 1975/1976 годов Александр и Игорь вернулись в «Ижсталь», которая к тому моменту выступала уже в первой лиге чемпионата СССР, а в 1979 году вышла в высшую лигу. Братья выступали в одной тройке нападения с Николаем Вакуровым, а затем с Мисхатом Фахрутдиновым. Александр трижды становился лидером по количеству результативных передач среди игроков «Ижстали» — в сезонах 1977/1978, 1978/1979 и 1979/1980 годов. Игорь Дмитриев, работавший главным тренером «Ижстали» в 1978—1979 годах, вспоминал: «Когда я приехал в Ижевск, меня приятно удивили братья Орловы. Они в совершенстве освоили и использовали так называемый пас в спину — очень сложный технический приём, когда хоккеист принимает шайбу, не видя партнера, делающего передачу. Этот элемент игры под силу единицам».
В январе 1980 года в составе второй сборной СССР Александр Орлов принимал участие в проходившем в Токио турнире «Super Challenge», в ходе которого команда СССР-2 провела встречи с командами Канады и Японии, победив в обоих матчах. В этих встречах Александр забросил две шайбы. Перед турниром команда СССР-2 также встречалась с олимпийской сборной Канады, победив со счётом 5—1.
В 1980—1985 годах Александр Орлов выступал за команду «Спартак» (Москва), забросив 52 шайбы и сделав 104 результативные передачи в 199 матчах чемпионата СССР (по другим данным, 52 шайбы и 103 передачи в 200 матчах). За это время в составе своей команды он четыре раза (в 1981—1984 годах) становился серебряным призёром чемпионата СССР. Помимо Игоря Орлова (игравшего за «Спартак» в те же годы, что и его брат), партнёрами Александра по тройке нападения в разные годы были Виктор Шалимов, Александр Кожевников и Сергей Варнавский. 21 марта 1982 года, во время матча против «Крыльев Советов» (закончившегося со счётом 12—1 в пользу «Спартака»), Александр Орлов сделал в ходе игры шесть результативных передач, что стало рекордом советского и российского хоккея.
В декабре 1983 года — январе 1984 года Александр Орлов принимал участие в турне второй сборной СССР по Канаде, в ходе которого команда СССР-2 провела 10 встреч с олимпийской сборной Канады (7 побед — 1 ничья — 2 поражения). В этих матчах Орлов забросил 5 шайб и сделал 4 результативные передачи.
После сезона 1985/1986 годов, проведённого в выступавшей в первой лиге команде «Торпедо» (Ярославль), братья Орловы вернулись в «Ижсталь», за которую они выступали в сезонах 1986/1987 годов (в первой лиге) и 1987/1988 годов (в высшей лиге и в переходных матчах). В этот период их партнёром по тройке нападения был Сергей Абрамов. По итогам сезона 1987/1988 годов Александр Орлов стал лучшим бомбардиром команды. Его статистика за все годы выступлений за «Ижсталь» такова: 97 заброшенных шайб и 101 результативная передача в 229 матчах первой лиги, плюс 43 шайбы и 39 результативных передач в 108 матчах высшей лиги (включая переходные турниры).
В 1988—1989 годах Александр Орлов играл за команду «Прогресс» (Глазов), выступавшую во второй лиге чемпионата СССР. После этого несколько лет играл за хоккейные клубы первой лиги — череповецкий «Металлург» (1989—1992) и нижнекамский «Нефтехимик» (1992—1995). В сезоне 1998/1999 годов работал тренером «Нефтехимика».
С 1980-х годов Орлов был женат на Нине Кулагиной, дочери хоккейного тренера Бориса Кулагина. После окончания игровой и тренерской карьеры жил в Москве, работал водителем. После пережитого в 2006 году инсульта вышел на пенсию по инвалидности. Скончался 5 ноября 2021 года после продолжительной болезни.

## Достижения
- Серебряный призёр чемпионата СССР — 1981, 1982, 1983, 1984[7].
- Обладатель Кубка Шпенглера — 1980[укр.], 1981[укр.][7].